# Рилач Юрій Олександрович
Юрій Олександрович Рилач (6 жовтня 1946, с. Великі Проходи, Харківська область, Українська РСР, СРСР — 12 серпня 2018, Київ) — український дипломат. Надзвичайний і Повноважний Посол України в Словаччині (1998—2004) та у Болгарії (2004—2006).

## Життєпис
Народився 6 жовтня 1946 у с. Великі Проходи Липецького району на Харківщині. Закінчив Київський торговельно-економічний інститут.
З 1972 по 1982 — працював на керівних посадах у системі Міністерства торгівлі УРСР
З 1983 по 1992 — заступник начальника, начальник головного управління торгівлі Київського міськвиконкому.
З 1992 по 1998 — заступник Міністра закордонних справ України.
З 12.1998 по 03.2004 — Надзвичайний і Повноважний Посол України в Словацькій Республіці.
З 29.03.2004 по 14.06.2006 — Надзвичайний і Повноважний Посол України в Болгарії.
У 2007—2018 рр. — Голова Спілки дипломатів України.
Помер 12 серпня 2018 року.

## Автор праць
- Україна та Словаччина — перебування в Об'єднаній Європі/ Ю. О. Рилач // Політика і час: Щомісячний суспільно-політичний журнал. — 08/2003. — N8. — С.40-46[7].